# Барофилы
Барофилы, или пьезофилы, — тип экстремофилов: организмы, способные обитать в условиях с крайне высоким давлением до 700 атмосфер и более. К ним относятся глубоководные бактерии (например, Barotolerant, Halomonas) и археи. Например, глубоководной бактерии Halomonas salaria для роста требуется давление около 1000 атмосфер и температура 3 °C. Большинство барофилов растёт в темноте и очень чувствительны к воздействию ультрафиолета.
Ряд бактерий хорошо переносят гидростатическое давление более 100 МПа, а отдельные виды не растут при давлении ниже 50 МПа. 